# Абдуллах ібн Мікаїл
Абдуллах ібн Мікаїл (д/н —бл. 964) — 9-й ельтебер (володар) і 3-й емір Волзької Болгарії у 943—964 роках. Відомий також як Абдалла (Габдала) II.

## Життєпис
Син еміра Мікаїла. Спадкував 943 року. 944 року приєднався до хозарського війська бек-мелеха Йосипа, що почав війну проти київського князя Ігоря, якому було завдано поразки.
В подальшому вів війни проти Суварського емірату. Про кінець панування обмаль відомостей. Останні нумізматичні відомості відносяться до 958 року. Разом з тим 964 року відбулася хозаро-руська війна, що завершилася походом великого князя київського Святослава Ігоровича Волгою. Ймовірно в цей час руси завдали поразки Абдуллаху. Цим скористався його суперник суварський емір Таліб, який захопив Великий Булгар, поваливши Абдуллаха ібн Мікаїла.